# 甘達米亞
甘達米亞（法語：Gandamia），是馬里的城鎮，位於該國中部，由莫普提區的杜安扎省負責管轄，面積2,537平方公里，海拔高度466米，2009年人口7,215，人口密度每平方公里2.8人。